# 加速化過酸化水素
加速化過酸化水素（かそくかかさんかすいそ、英語: Accelerated Hydrogen Peroxide）は、過酸化水素に界面活性剤や水溶性溶剤等を加え、除菌能力を格段に高めた製剤。

## 性質
従来から除菌剤の難点であった「洗浄性」を保有していることに加え、引火性、腐食・変色性による被害が少ないことから除染現場等で高い評価を得ている。
加速化過酸化水素の2%溶液は、5分で高レベルの消毒作用を実現し、内視鏡などの硬質プラスチック製の医療機器の消毒に適している。加速過酸化水素を用いた薬品は優れた殺菌剤であることに加え、人間にとってより安全であり、環境にも優しいことを示唆している論文もある。
またアメリカ食品医薬品局による安全基準合格証(GRAS)リストに加えられており、食品添加物としてのリスクが低く安全性が高いことでも知られている。
厚生労働省国立感染症研究所が、加速化過酸化水素製剤「オキシライトPRO」を評価した結果、加速化過酸化水素の作用によってマウスコロナウイルスが30秒間で99.9%不活化されたことが確認された。
さらに、米CDC(疾病予防管理センター)が0.5%溶液は1分で殺菌・殺ウイルス性を示し、5分で抗酸菌・カビに対する殺菌性を示した。また、2016年の研究では口蹄疫ウイルス、豚水泡病ウイルス、セネカウイルスに対して効果的な消毒液であることが実証された。

## 利用
世界保健機関(WHO)による推奨
WHOは、特に病院等の消毒にあたって有効であり、普段利用されている消毒液の一つとして加速化過酸化水素をあげている。
日本での利用
日本手術医学会「手術医療の実践ガイドライン」（2013年改訂版；90頁）で、手術室の環境整備に0.5%加速化過酸化水素が推奨されている。
実際に国内の医療機関で使用され、その効果的な利用が報告されている。
2020年3月、新型コロナウイルスの集団感染が発生した客船ダイヤモンド・プリンセス号において、船内消毒に有効であったことで注目を集めた。船内の除染作業は、世界保健機関 (WHO)と米国疾病管理センター (CDC)、日本の国立感染症研究所の指示のもとで策定され、厚生労働省の承認を受けた方法：「加速化過酸化水素による清拭」によって実施された。一方、国立感染症研究所は2020年8月、ダイヤモンドプリンセス号におけるウイルスの検出詳細調査について、5％加速化過酸化水素の表面噴霧によってウイルスの検出に有意差が認められなかったと発表している。
2020年4月、日本透析医会「透析施設における標準的な透析操作と感染予防に関するガイドライン」（五訂版；61頁,115頁）で、血液による汚染が懸念される手術室の環境消毒に0.5%加速化過酸化水素が推奨されている。
2020年5月、三菱重工業長崎造船所香焼工場に停泊中のコスタ・アトランチカ号で新型コロナウイルスの集団感染が発生した際、船内の除染に加速化過酸化水素が用いられた。 これは、初の国産品であり、現在は「オキシライトPRO」の製品名で市場に流通している。
カナダでの利用
2003年3月、流行していたSARS対処法に関してカナダのオンタリオ州保健省が公開した訓練公報の中で、SARSに罹患した患者を搬送した救急車両や使用器具を消毒するにあたって効果的であるとして、加速化過酸化水素系の調合が推奨された。
2020年10月現在、カナダ保健省は新型コロナウイルスに対し効果のある消毒液のリストの中に加速化過酸化水素除菌液を組み込んでいる。
米国での利用
2012年、強力な細菌であるクロストリディオイデス・ディフィシル（C. diff）やメチシリン耐性黄色ブドウ球菌（MRSA）が病院内設備に付着し、患者を危険に晒すおそれがあった中、加速化過酸化水素を清掃の際に用いたハンタードン医療センターは2006年から2011年の間でC. diff、MRSA感染率をそれぞれ79%と66%削減した。
2018年より、国際宇宙ステーション内部での除菌洗浄として、カナダVirox社の加速化過酸化水素製品が採用されている。
2020年10月現在、Virox社の加速化過酸化水素を用いた製品はEPA（米環境保護省）に安全な表面消毒剤として登録されており、さらに新型コロナウイルスに対して消毒効果があるともされている。他にも、過去EPAが作成した初等教育者用のプレゼンテーションでも加速化過酸化水素が推奨されている。
英国での利用
2007年、クルーズ船等での消毒方法に際して、英国旧健康保護局（現公衆衛生局）はノロウイルス代替として考えられているネコカリシウイルスに対し加速化過酸化水素が有効であるとしている。